# Таунс (округ, Джорджія)
Шаблон:StateAbbr_ 34°55′ пн. ш. 83°44′ зх. д. / 34.92° пн. ш. 83.74° зх. д.
Округ  Таунс (англ. Towns County) — округ (графство) у штаті  Джорджія, США. Ідентифікатор округу 13281.

## Історія
Округ утворений 1856 року.

## Демографія
За даними перепису 
2000 року 
загальне населення округу становило 9319 осіб, усе сільське.
Серед мешканців округу чоловіків було 4411, а жінок — 4908. В окрузі було 3998 домогосподарств, 2825 родин, які мешкали в 6282 будинках.
Середній розмір родини становив 2,61.
Віковий розподіл населення поданий у таблиці:
| Стать    | До 15 років | 15-21 | 22-29 | 30-39 | 40-49 | 50-65 | 65-85 | Понад 85 |
| -------- | ----------- | ----- | ----- | ----- | ----- | ----- | ----- | -------- |
| Чоловіки | 632         | 421   | 295   | 493   | 506   | 960   | 1028  | 76       |
| Жінки    | 627         | 488   | 305   | 464   | 602   | 1117  | 1131  | 174      |

## Суміжні округи
- Клей, Північна Кароліна — північ
- Рабун — схід
- Гейбершем — південний схід
- Вайт — південь
- Юніон — захід

## Виноски
1. ↑  U.S. Decennial Census. United States Census Bureau. Архів оригіналу за 12 травня 2015. Процитовано 26 червня 2014.
2. ↑  Historical Census Browser. University of Virginia Library. Архів оригіналу за 11 серпня 2012. Процитовано 26 червня 2014.
3. ↑  Population of Counties by Decennial Census: 1900 to 1990. United States Census Bureau. Архів оригіналу за 2 лютого 2019. Процитовано 26 червня 2014.
4. ↑  Census 2000 PHC-T-4. Ranking Tables for Counties: 1990 and 2000 (PDF). United States Census Bureau. Архів оригіналу (PDF) за 18 грудня 2014. Процитовано 26 червня 2014.
5. ↑  State & County QuickFacts. United States Census Bureau. Архів оригіналу за 21 липня 2011. Процитовано 26 червня 2014. [Архівовано 2016-03-01 у Wayback Machine.](англ.) Наведено за англійською вікіпедією.
6. ↑  American FactFinder. Бюро перепису населення США. Архів оригіналу за 26 лютого 2012. Процитовано 31 січня 2008. [Архівовано 2008-05-21 у Wayback Machine.]

| США | Це незавершена стаття з географії США. Ви можете допомогти проєкту, виправивши або дописавши її. |